# Svid'
Lo Svid' (in russo Свидь?) è un fiume della Russia europea, emissario del lago Vože e tributario del lago Lača, nel bacino dell'Onega. Scorre nel Kargopol'skij rajon dell'Oblast' di Arcangelo.

## Descrizione
Il fiume scorre dalla parte settentrionale del lago Vože, per tutta la sua lunghezza si dirige verso nord attraverso aree disabitate e scarsamente popolate. La larghezza del fiume va dai 40 ai 120 metri. Nella parte superiore, il fiume scorre tra rive paludose e boscose; nella parte centrale, il fiume attraversa una cresta rocciosa, formando piccole rapide. Ci sono un gran numero di massi nel fiume in questa sezione, il canale si restringe a 10-15 metri, la corrente accelera, le sponde sono alte, in certi punti ripide. Nella parte inferiore del fiume, la corrente si indebolisce, le sponde ritornano basse e paludose. Sfocia nella parte meridionale del lago Lača diviso in due rami. Ha una lunghezza di 64 km, il suo bacino è di 6 850 km².